# Wizzil
Wizzil è una favola scritta da William Steig e pubblicata nel 2000. In Italia fu pubblicata dalla Mondadori.

## Trama
Filippo odia le mosche e tiene sempre sottomano uno schiacciamosche. Quello che non sa è che il fastidioso insetto che gli sta ronzando intorno è Wizzil, una strega alquanto dispettosa che si è trasformata in mosca per il gusto di tormentarlo. Wizzil per poco non rimane schiacciata e da quel momento medita vendetta...